# Kirchlein

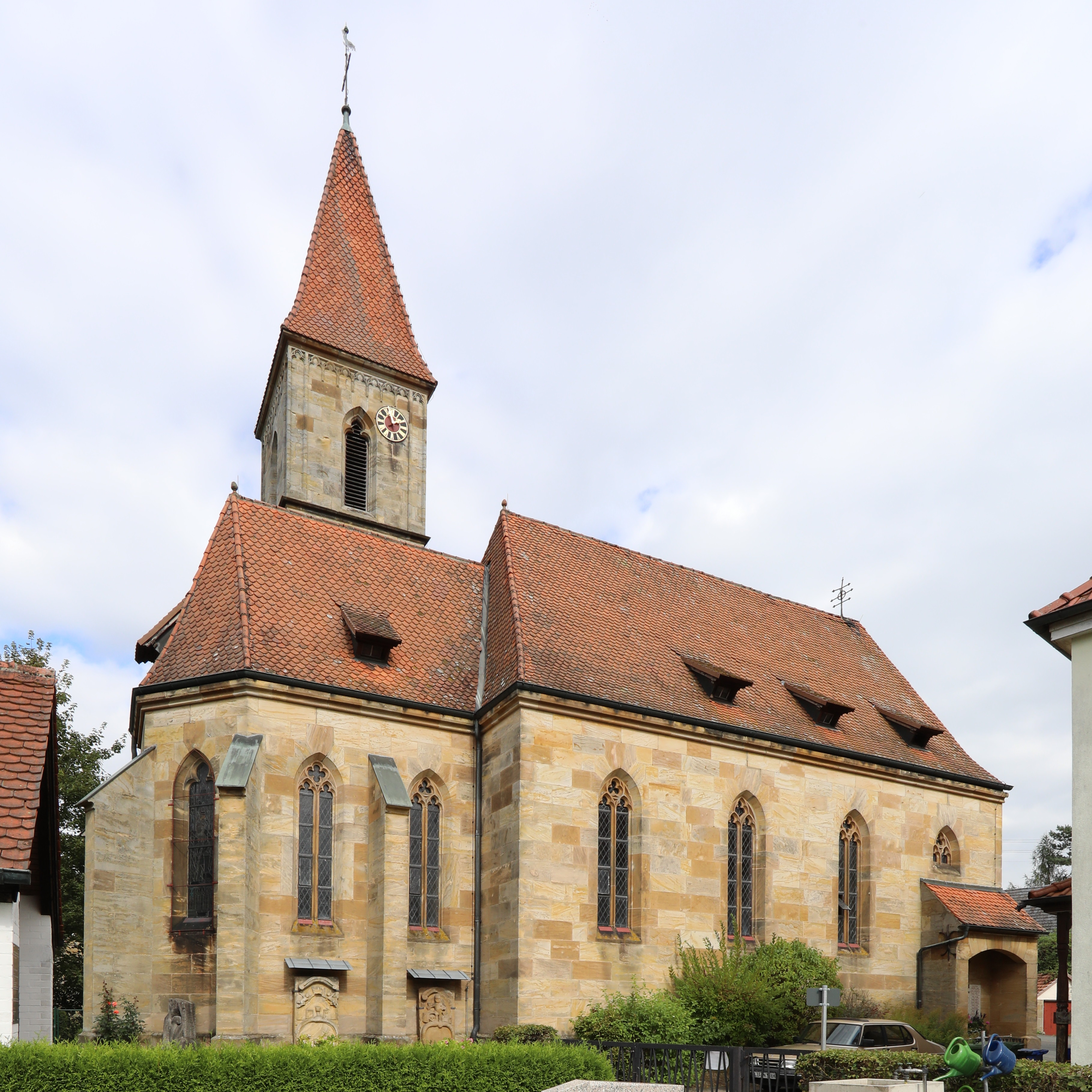
Katholische Pfarrkirche Mariä Himmelfahrt

Kirchlein ist ein Kirchdorf mit 188 Einwohnern und Gemeindeteil von Burgkunstadt im oberfränkischen Landkreis Lichtenfels im Norden des Freistaates Bayern.

## Geografische Lage
Kirchlein liegt auf 355–382 m ü. NHN am nördlichen Ende des Häckergrundes, durch den der Häckergrundbach fließt. Die amtliche Höhe wird mit 366 m ü. NHN angegeben. Südlich des Dorfes liegt der Fleckberg (400,6 m ü. NHN), im Westen der Spitzberg (517,6 m ü. NHN). Der Ort gehört noch zum Obermainischen Bruchschollenland. Der Ortskern von Burgkunstadt befindet sich etwa 4,5 Kilometer südwestlich.

## Geschichte
Wann Kirchlein gegründet wurde, ist unbekannt. Eventuell könnte die Siedlung in ihrer Frühform bereits als Einzelhof oder befestigter Vorhof im 9. Jahrhundert n. Chr. entstanden sein und der „Burg cunstat“ unterstanden haben (siehe dazu: Geschichte der Stadt Burgkunstadt#8. Jahrhundert bis 1058: erste Siedlungsanfänge). Erstmals gesichert wird von der Ortschaft um 1330 in zwei Urbaren des Klosters Langheim, bezüglich zweier Flurverkäufe durch „Albert […] aus Gleind“ berichtet. In Urkunden aus dem frühen Mittelalter wird der Ort bereits mehrmals bis 1490 als „Gleind“ oder „Kirchgleind“ erwähnt. Die ältere Form „Gleind“ wurde jedoch seltener gebraucht. Die Vorsilbe Kirch könnte sich einerseits auf den Bau der Kirche beziehen, andererseits aber auch nur zur Unterscheidung von anderen Dörfern gleichen Namens gedient haben. Die Silbe -lein, -glein bzw. -gleind wurde früher oftmals als Abwandlung von Gelände verwendet. Inzwischen gilt jedoch als gesichert, dass die Silbe vom slawischen Wort glina für Lehm herrührt, der häufig in den Fluren um Kirchlein vorkommt.
Die örtliche Pfarrei gehörte jahrhundertelang zu Altenkunstadt. Am 24. November 1477 wurde Kirchlein zu einer eigenen Pfarrei erhoben. Der Dreißigjährige Krieg hinterließ in Kirchlein große Schäden. An die Erschlagung zweier schwedischer Soldaten durch Kirchleiner Bürger erinnert die Schwedenlinde auf der Anhöhe Kalte Staude.

Historische Ansichten von Kirchlein
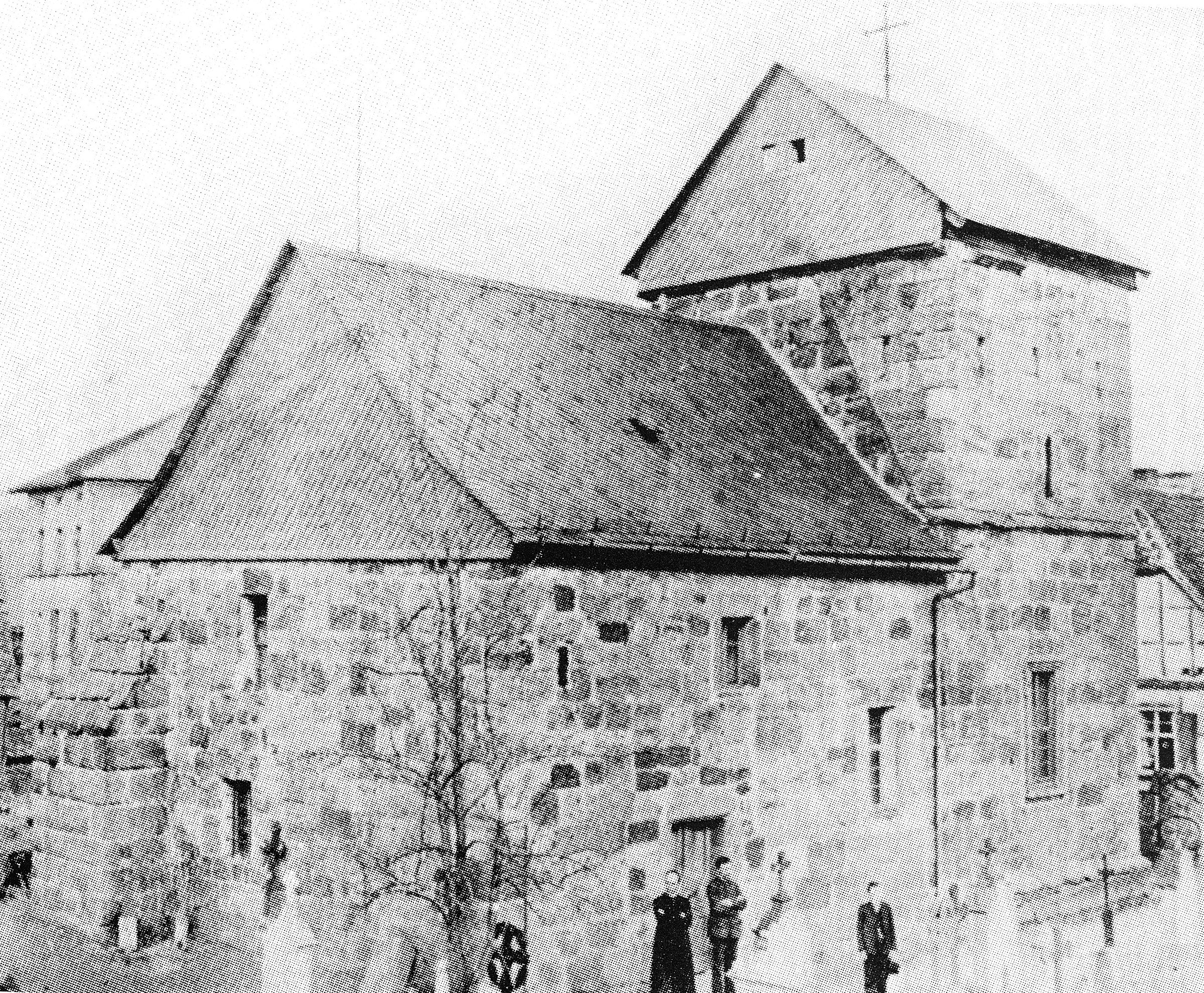
Die Alte Pfarrkirche um 1900
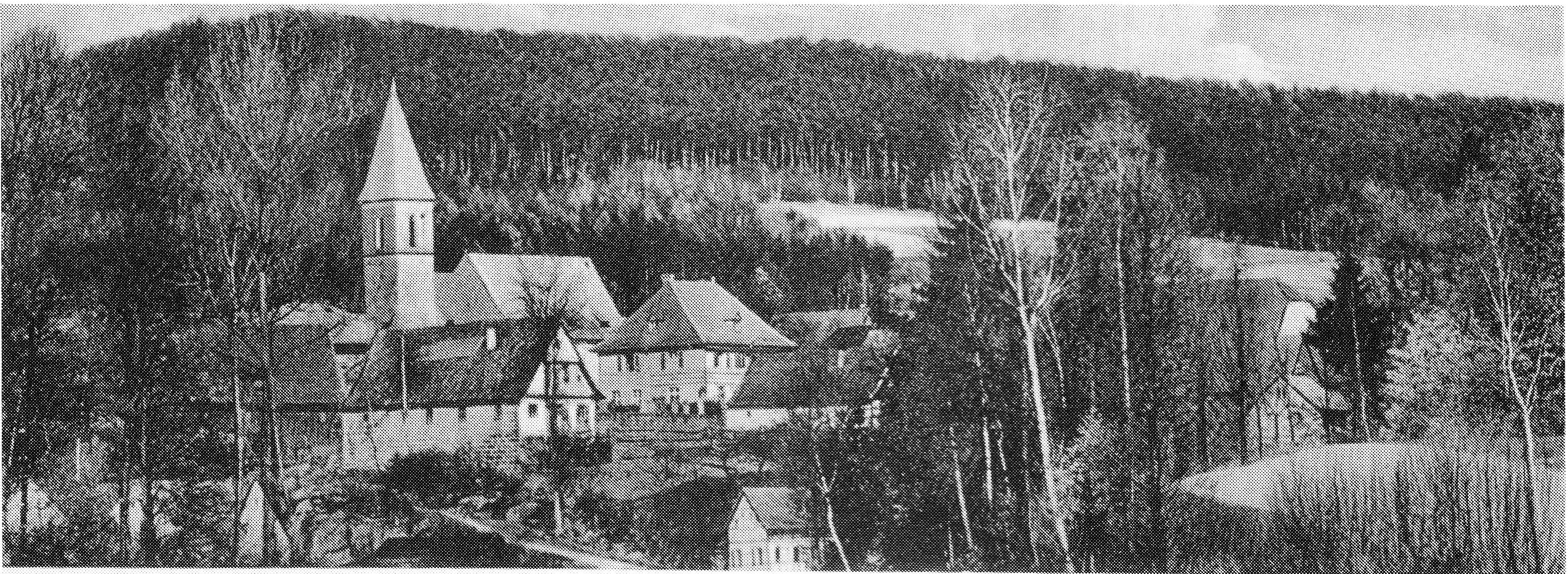
Südwestansicht von Kirchlein um 1920
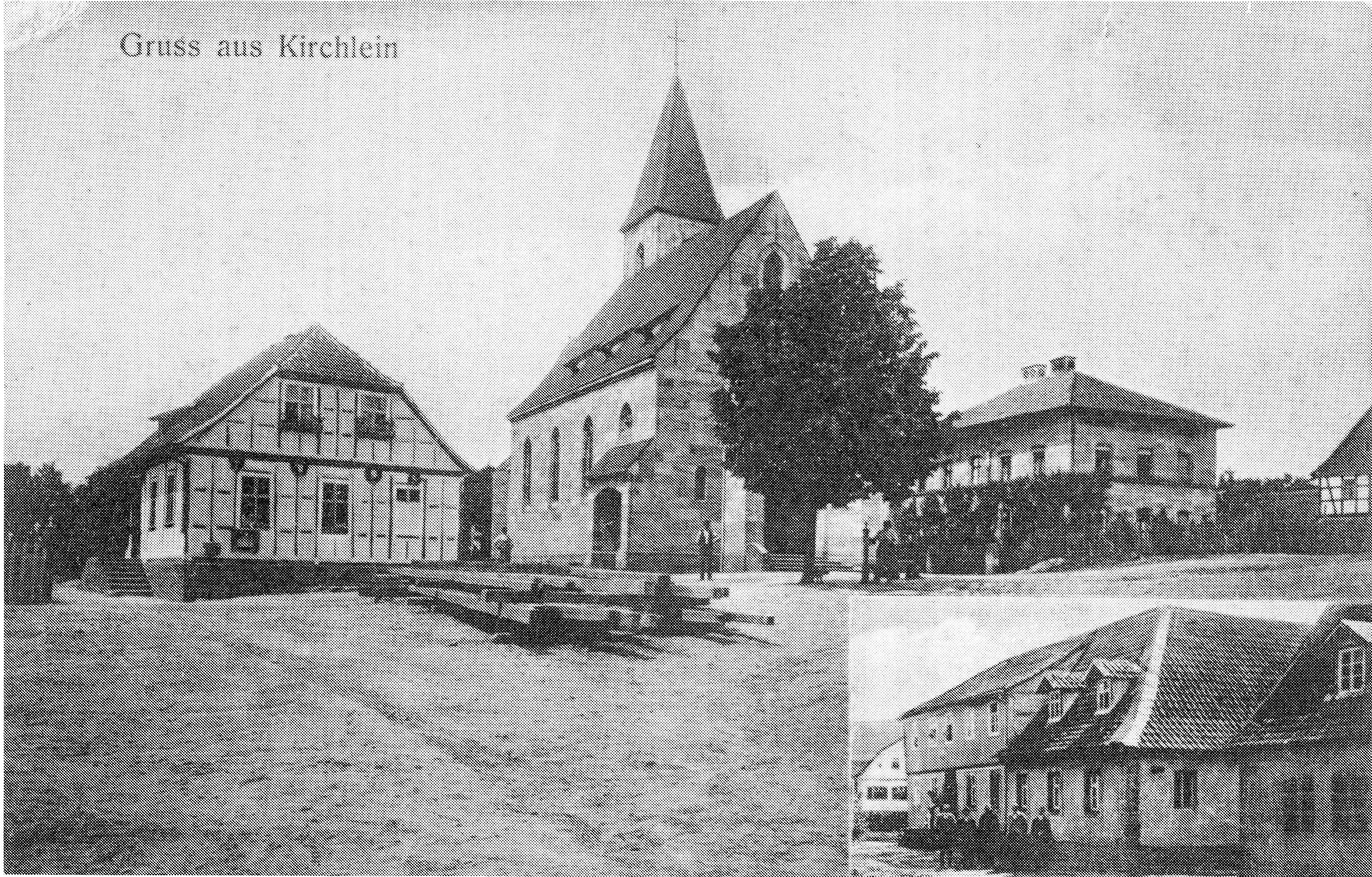
Postkarte des Dorfplatzes von Kirchlein um 1920. Gut zu sehen ist in der Bildmitte der Nachfolgebau der alten Pfarrkirche
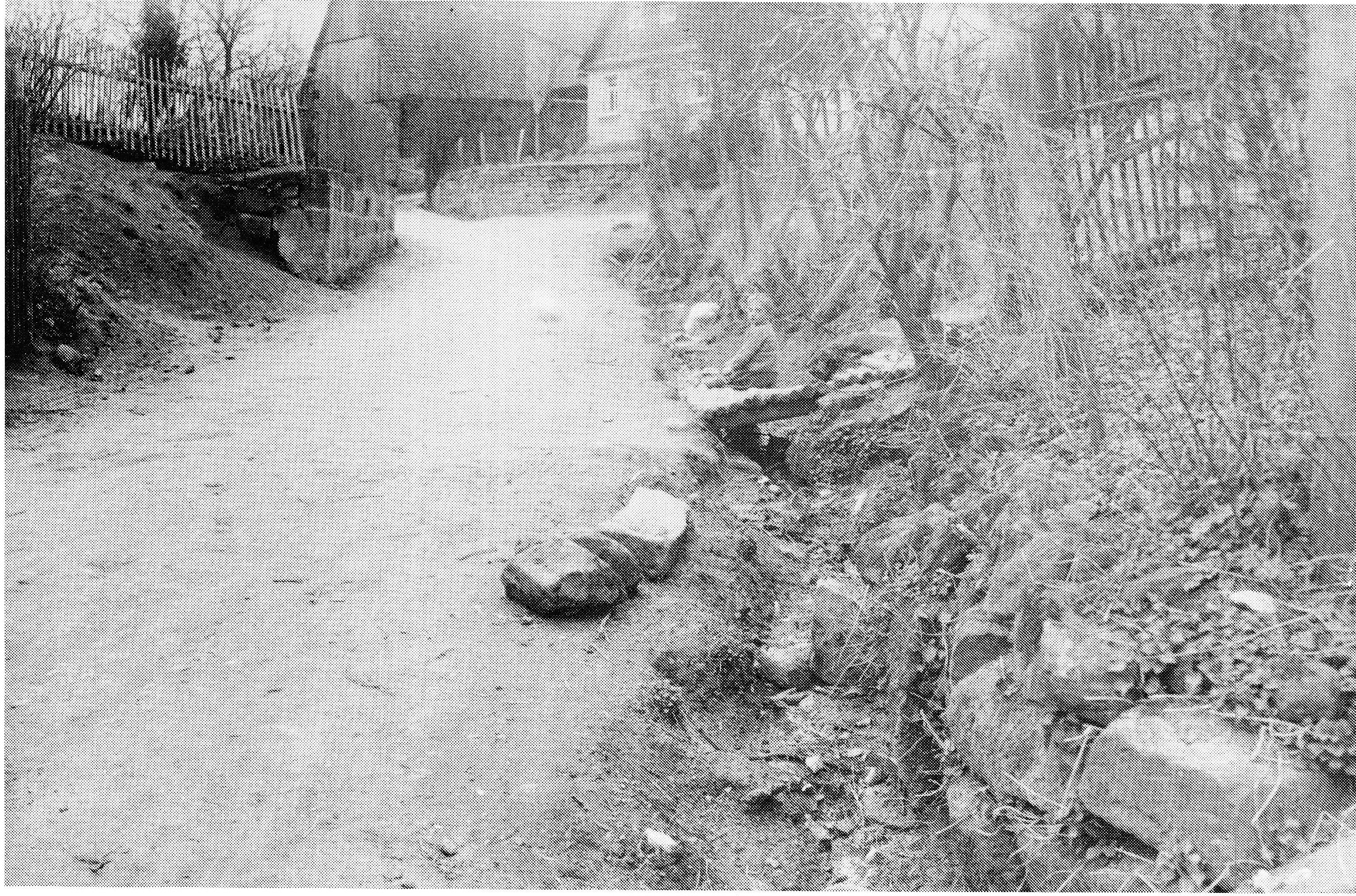
Die Tiefe Gasse vor dem Ausbau (um 1910)

Die alte romanische Pfarrkirche wurde 1904 abgebrochen und anschließend an derselben Stelle eine neue errichtet. Anders als der Vorgängerbau erinnert sie mehr an die Gotik. Das ehemalige Schulhaus neben der Kirche wurde 1925 errichtet und wurde bis in die 1960er Jahre benutzt. Die Ortsdurchfahrt Tiefe Gasse wurde zwischen Juni und November 1939 ausgebaut und saniert.
Am 10. Mai 1971 wurde der FC Kirchlein gegründet. Mit der Eintragung in das Vereinsregister erhielt der Verein 1978 den heutigen Namen 1. FC Kirchlein e. V. In den folgenden Jahren fanden zahlreiche Baumaßnahmen am Sportplatz statt. Das Sportlerheim wurde in Eigenleistung des Vereins in den Jahren 1988/1989 gebaut.
Am 1. Januar 1977 wurde Kirchlein, das bis dahin zusammen mit Hainzendorf und Reuth eine eigenständige Gemeinde gebildet hatte, nach Burgkunstadt eingemeindet.

### Einwohnerentwicklung
Die Tabelle gibt die Einwohnerentwicklung Kirchleins wieder.
| Jahr | Einwohner | Quelle |
| ---- | --------- | ------ |
| 1987 | 196       | [ 5 ]  |
| 2001 | 218       | [ 6 ]  |
| 2002 | 226       | [ 6 ]  |
| 2003 | 213       | [ 6 ]  |
| 2004 | 206       | [ 7 ]  |
| 2005 | 201       | [ 7 ]  |
| 2006 | 206       | [ 7 ]  |
| 2007 | 213       | [ 8 ]  |
| 2008 | 199       | [ 8 ]  |
| 2009 | 195       | [ 8 ]  |
| 2010 | 192       | [ 8 ]  |
| 2011 | 188       | [ 9 ]  |

### Ehrenbürger
- 6. November 1950: H. H. Eckert (Pfarrer von 1931 bis 1970, ernannt an seinem 70. Geburtstag)[2]

## Vereine
- Freiwillige Feuerwehr Kirchlein
- 1. FC Kirchlein e. V.
- Jagdgenossenschaft Kirchlein
- Krieger- u. Soldatenkameradschaft Kirchlein
- Sängerbund Kirchlein
- Verein für Gartenbau und Landespflege Kirchlein